# 逆
命題「p⇒q」に対して、「q⇒p」を、元の命題の逆（ぎゃく、英: converse）と言う。
ある命題とその逆の真偽は、必ずとも一致しない（逆は必ずしも真ならず）。この表現は日常生活や数学の中でことわざのように使用されることがある。
一致するような命題については「逆もまた真である」などと表現する。これは本来の用法とは異なる。「p⇒q」が真であり、「q⇒p」も真であるときに、 p と q は同値（必要十分条件）であるという。
命題「p⇒q」に対して、逆「q⇒p」の対偶「￢p⇒￢q」を、元の命題の裏と言う。命題「p⇒q」に対して、対偶「￢q⇒￢p」の逆「￢p⇒￢q」は裏に等しくなる。全ての命題に対して、逆と裏の真偽は一致する。
逆も必ず真であるような誤謬をすることもある。（後件肯定）

## 関連文献
- 前原昭二『記号論理入門』安東祐希 補足（新装版）、日本評論社〈日評数学選書〉、2005年12月。ISBN 978-4-535-60144-4。
- 矢野健太郎『新しい数学』岩波書店〈岩波新書 青版 G-8〉、1966年2月21日。ISBN 4-00-416008-1。